# 安東敏之

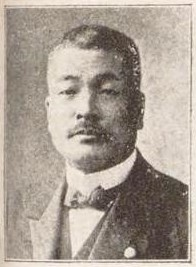
安東敏之

安東 敏之（あんどう としゆき、1866年5月15日（慶応2年4月1日）- 1932年（昭和7年）2月9日）は、明治から昭和前期の弁護士、政治家。衆議院議員。旧姓・芦田、幼名・利作。

## 経歴
美作国勝北郡広戸村（岡山県勝田郡広戸村、勝北町を経て現津山市）で芦田藤平の五男として生まれ、1884年（明治17年）4月、同郡、のちの新野村（勝北町を経て現:津山市）の安東友七の養嗣子となる。有功学舎、勝北中学校、大阪泰西学舘、関西法律学校を経て、1891年（明治24年） 東京法学院（現中央大学）法科を卒業した。同年、代言人試験（弁護士試験）に合格し東京で開業した。
1893年（明治26年）名古屋市に転居して、1901年（明治34年）名古屋弁護士会長に就任。1903年（明治36年）愛知県会議員に選出され、同市部会議長、同参事会員、土地収用審査委員なども務めた。1904年（明治37年）名古屋市会議員にも選出され、八日会に参画し幹事に就任。その他、名古屋商業会議所特別議員、中央製氷取締役社長、明治銀行顧問、尾三農工銀行顧問、名古屋株式取引所顧問、同米穀取引所顧問、名古屋電気鉄道顧問、名古屋電灯顧問などを務めた。
1908年（明治41年）5月、第10回衆議院議員総選挙に名古屋市から出馬して初当選し、第11回総選挙でも再選された。その後帰郷し、1915年（大正4年）3月の第12回総選挙では立憲国民党の強固な地盤の岡山県郡部から反国民党を主張して立憲同志会公認で出馬して再選され、衆議院議員に連続3期在任した。1917年（大正6年）4月の第13回総選挙では落選し政界を引退。1932年2月に東京で死去した。